# Nikolskoje

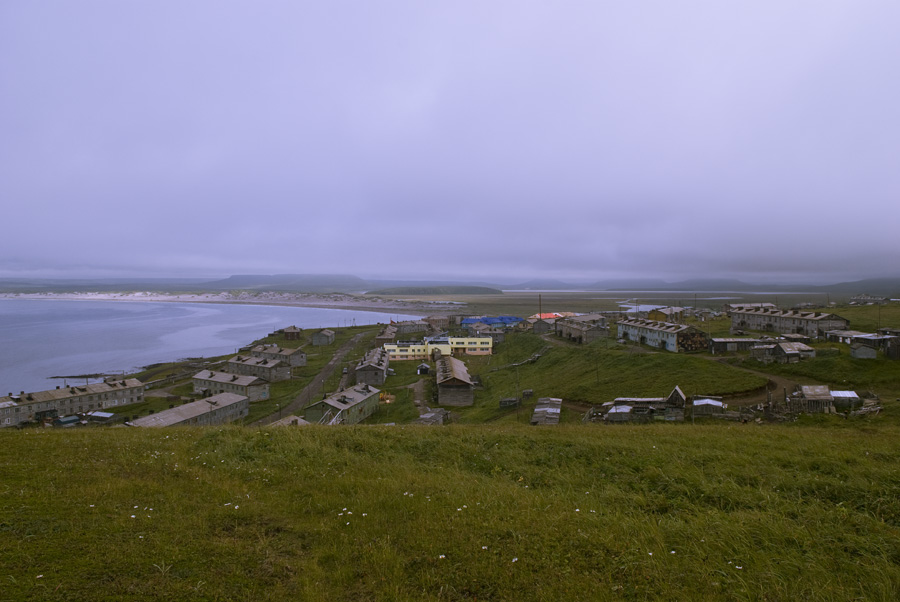
Vy över Nikolskoje.

Nikolskoje (ryska: Нико́льское) är en by i Kamtjatka kraj, Ryssland, på Berings ö i ögruppen Kommendörsöarna. Den är Aleutskijdistriktets administrativa centrum, och byn hade en folkmängd på 676 invånare vid folkräkningen 2010.
Nikolskoje grundades år 1826 av aleutiska bosättare från Atka Island i Aleuterna. Bosättarna flyttades dit av ryska handelsmän. Idag är byns befolkning relativt jämnt fördelad mellan ryssar och aleuter, och ekonomin baseras främst på fiske, speciellt upptag av laxkaviar. 
Nikolskoje flygplats ligger utanför byn.